# Кинг-стрит — Олд-Таун
Кинг-стрит — Олд-Таун (англ. King Street – Old Town) — надземная пересадочная станция Вашингтонгского метро на Синей линии и Жёлтой линии. В период 1983–2011 года называлась Кинг-стрит. Она представлена одной платформой: островной. Станция обслуживается Washington Metropolitan Area Transit Authority. Расположена в независимом городе Александрия на пересечении Кинг-стрит и Коммонуэлс-авеню. Средний ежедневный пассажиропоток — 8 242 (на 2005 год).
Станция была открыта 17 декабря 1983 года.
Открытие станции было совмещено с завершением строительства ж/д линии длиной 6,8 км, соединяющей Национальный аэропорт и Хантингтон (округ Фэрфакс) и открытием станций Брэддок-роуд, Эйзенхауэр-авеню и Хантингтон. До 1991 года линия обслуживалась только Жёлтой линией, до продления Синей линии от станции Национальный аэропорт к Ван-Дорн-стрит.